# Герцог де Сюлли
Герцог де Сюлли (фр. duc de Sully) — французский дворянский титул, принадлежавший представителям Бетюнского дома.

## История

Герб Бетюнского дома

Город Сюлли в Солони, расположенный на берегу Луары в восьми лье от Орлеана, дал имя старинному феодальному роду сиров де Сюлли, владевшему этой сеньорией с X века. В 1095 году Аньес, дама де Сюлли, дочь Жилона, сира де Сюлли, и Эльдебурги, виконтессы Буржской, принесла Сюлли в приданое свому мужу Гийому Шампанскому, старшему сыну Этьена II де Блуа и Адели Нормандской, брату короля Стефана, принявшему имя и герб Сюлли.
В 1382 году наследница второго дома Сюлли Мари, дама де Сюлли и де Кран, принцесса де Буабель, дочь Луи де Сюлли, суверена Буабеля, и Изабо де Кран, вышла замуж за Ги VI де Латремуя, передав Сюлли в род Латремуев.
В 1602 году Максимильен де Бетюн, маркиз де Рони, купил сеньорию и баронию Сюлли у Клода де Латремуя, герцога де Туара. В феврале 1606 жалованной грамотой Генриха IV, зарегистрированной Парламентом 9 февраля и Счетной палатой 15 марта, барония Сюлли и сеньории Муленфру, Сенеше, Сен-Гондон и Ла-Шапель-д’Анжийон были возведены в ранг герцогства-пэрии для Максимилиана де Бетюна и его мужских потомков.

Герб линии Бетюн д'Орваль

Старшая линия герцогов де Сюлли пресеклась в 1729 году со смертью Максимильена-Анри де Бетюна, после чего владение перешло к линии графов д'Орваль, происходившей от Франсуа де Бетюна, второго сына первого герцога де Сюлли. Последний герцог де Сюлли Максимильен-Габриель-Луи умер в 1800 году, оставив единственного сына Максимильена-Александра (1784—1807), не носившего герцогского титула.

## Герцоги де Сюлли
1. 1606—1641 — Максимильен де Бетюн (1560—1641)
2. 1641—1661 — Максимильен-Франсуа де Бетюн (ок. 1614 — 1661)
3. 1661—1694 — Максимильен-Пьер-Франсуа де Бетюн (1640—1694)
4. 1694—1712 — Сюлли, Максимильен-Пьер-Франсуа-Никола де Бетюн (1664—1712)
5. 1712—1729 — Максимильен-Анри де Бетюн (1669—1729)
6. 1730—1761 — Луи-Пьер-Максимильен де Бетюн (1685—1761)
7. 1761—1786 — Максимильен-Антуан-Арман де Бетюн (1730—1786)
8. 1786—1800 — Максимильен-Габриель-Луи де Бетюн (1756—1800)